# Хорбах (Зиммерталь)
Хорбах (нем. Horbach) — община в Германии, в земле Рейнланд-Пфальц.
Входит в состав района Бад-Кройцнах. Подчиняется управлению Кирн-Ланд. Население составляет 39 человек (на 31 декабря 2010 года). Занимает площадь 1,92 км².